# Barrage de Béni Amrane
Pour les articles homonymes, voir Amrane.
Le barrage de Béni Amrane est une retenue d'eau de la Basse Kabylie de Djurdjura (ou l'actuelle wilaya de Boumerdès en Kabylie, Algérie), qui se situe à l'est de la ville de Béni Amrane, ville nodale de Kabylie, rattachée à la wilaya de Boumerdès. 
Le barrage de Béni Amrane est l'un des 65 barrages opérationnels en Algérie alors que 30 autres sont en cours de réalisation en 2015.

## Géographie

### Localisation
Le barrage de Béni Amrane est situé au centre de plusieurs villages à l'est de la ville de Béni Amrane.